# Jhapa
Der Distrikt Jhapa (Nepali झापा जिल्ला) ist einer von 77 Distrikten in Nepal und gehört seit der Verfassung von 2015 zur Provinz Koshi.
Sein Hauptort ist Bhadrapur (Chandragadhi).

## Geografie
Der 1606 km² große Distrikt liegt direkt an der indischen Grenze. Seine Distriktnachbarn sind im Norden Ilam, im Westen Morang, im Osten der indische Bundesstaat Westbengalen und im Süden der indische Bundesstaat Bihar. Jhapa ist der östlichste Distrikt von Nepal und liegt in den fruchtbaren Terai-Tiefebenen. Der nördliche Teil besitzt kleinere Berge, der südliche Teil landwirtschaftliche Anbaugebiete und dichte Wälder.
Der Distrikt ist in Gaunpalikas (rural municipality, Landgemeinden) und sechs Städte (municipalities), nämlich Bhadrapur, Damak, Birtamod, Mechinagar, Kankai und Arjundhara eingeteilt. Weitere wichtige Orte sind Surunga und Charali.

## Klima
In Jhapa fallen vor allem während der Monsunzeit im Sommer jährlich 250 bis 300 cm Niederschlag. Der hügelige Norden erhält dabei mehr Niederschlag als der Süden.

## Bevölkerung
Gemäß der letzten Volkszählung hatte der Distrikt im Jahr 2001 688.109 Einwohner und die Bevölkerungsdichte betrug 428,5 Personen/km²; 2011 waren es 812.650 Einwohner.
Jhapa ist die Heimat vieler indigener ethnischen Nationalitäten wie die Rajbanshi, Satar, Meche, Koche, Limbu, Dhimal und Gangain. Andere ethnische Gruppen wie Rai, Dhangad, Tamang, Uraon, Magar, Gurung und viele andere kamen im späten 19. Jahrhundert in den Distrikt. Rajbanshi ist die am meisten gesprochene Sprache in dieser Region.

## Infrastruktur
Jhapa ist eines der am weitesten entwickelten Gebiete Nepals. Fast alle Dörfer und Städte sind durch Straßen verbunden. Es gibt in vielen Teilen des Distriktes Schulen und Hochschulen. Außerdem besitzt der Distrikt einen Flughafen und ein Krankenhaus in Bhadrapur.

## Landwirtschaft
Aufgrund seines Schwemmlands ist der Distrikt bestens für die Landwirtschaft geeignet, Jhapa ist der größte Produzent von Reis und wird daher die „Kornkammer Nepals“ genannt. Neben Getreide wie Reis und Weizen ist Jhapa auch einer der größten Produzenten von Jute, Tee, Betelnuss, Gummi und anderen Nutzpflanzen.

## Politik
Jhapa spielt eine wichtige Rolle in der nationalen Politik. Die kommunistische Revolution von Nepal wurde in diesem Distrikt gestartet, die zur Bildung der prominentesten nationalen Partei Nepals, der CPN-UML, führte. Viele nationale politische Personen sind aus Jhapa. Ebenso spielte der Distrikt eine bedeutende Rolle im Kampf gegen die Monarchie.

## Verwaltungsgliederung
Städte im Distrikt Jhapa:
- Arjundhara
- Bhadrapur
- Birtamod
- Damak
- Gauradaha
- Kankai
- Mechinagar
- Shivasatakshi

Gaunpalikas (Landgemeinden):
- Kamal
- Gaurigunj
- Barhadashi
- Jhapa
- Buddhashanti
- Haldibari
- Kachankawal